# Takurō Nihei
Pour les articles homonymes, voir Nihei.
Takurō Nihei (二瓶 卓郎, Nihei Takurō) est un karatéka japonais né le 26 janvier 1983 et qui vivait à Tokyo fin 2006. Il est connu pour avoir remporté plusieurs médailles de bronze en  kumite lors de compétitions internationales, notamment aux championnats du monde de karaté 2006 et 2008.

## Résultats
| Résultat           | Date             | Épreuve                   | Catégorie | Compétition                | Ville hôte           |
| ------------------ | ---------------- | ------------------------- | --------- | -------------------------- | -------------------- |
| Médaille de bronze | Octobre 2006     | Kumite individuel - 70 kg | Seniors   | Championnats du monde 2006 | Tampere, en Finlande |
| Médaille de bronze | 13 décembre 2006 | Kumite individuel - 70 kg | Seniors   | Jeux asiatiques 2006       | Doha, au Qatar       |
| Médaille de bronze | 25 août 2007     | Kumite individuel - 65 kg | Seniors   | Championnats d'Asie 2007   | Nilai, en Malaisie   |
| Médaille de bronze | Octobre 2006     | Kumite individuel - 65 kg | Seniors   | Championnats du monde 2008 | Tokyo, au Japon      |